# Charles George Gordon

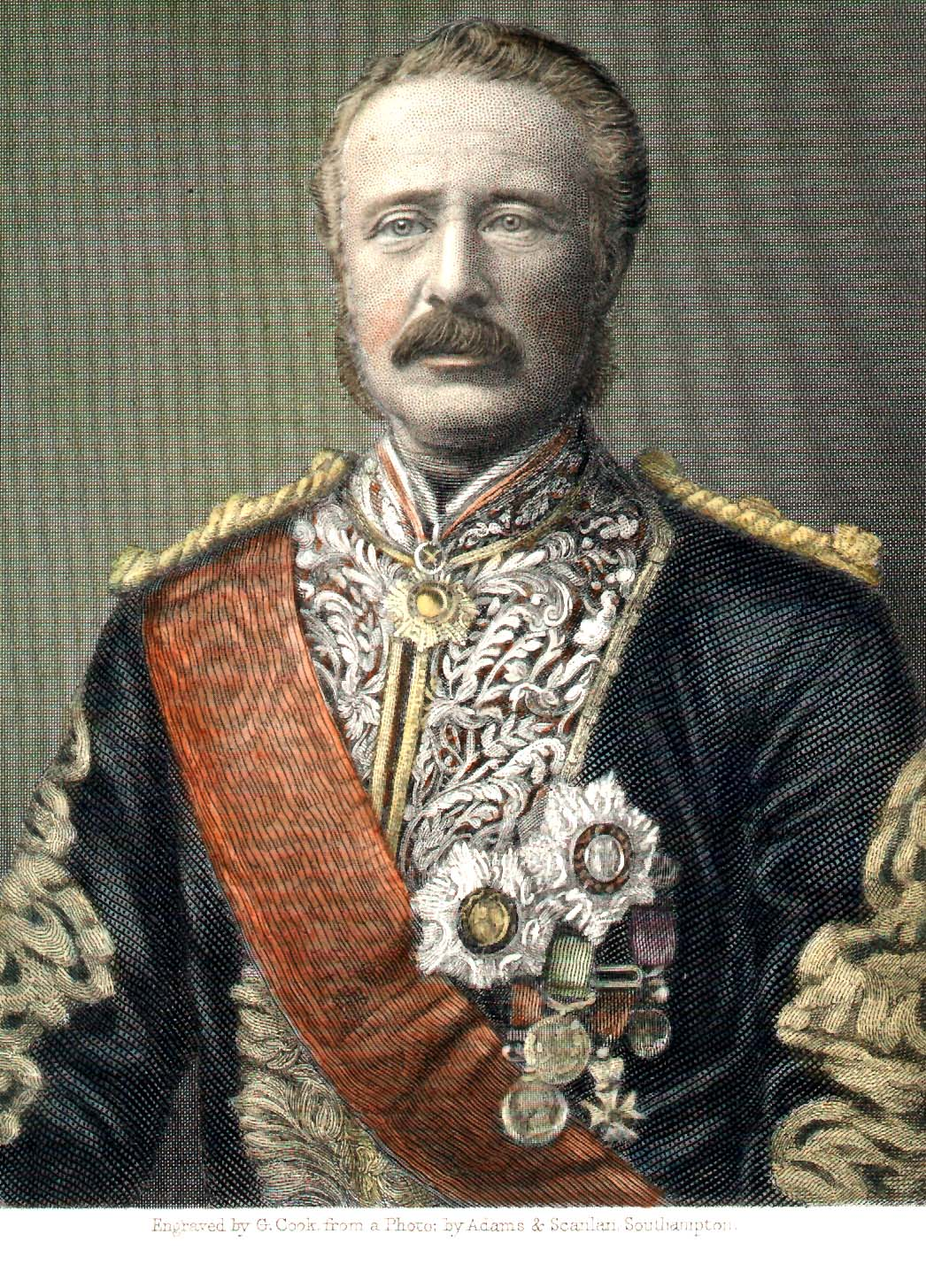
Charles George Gordon

Charles George Gordon (Woolwich, London mellett, 1833. január 28. – Kartúm, 1885. január 26.)
brit vezérőrnagy. Kína Gordon, Gordon pasa és Kartúmi Gordon néven is ismert.

## Ifjúsága és diákévei
Charles Gordon a negyedik fia és kilencedik gyermeke volt Henry William Gordonnak, a királyi tüzérség tábornokának (1785/6–1865) és feleségének, Elizabethnek (1794–1873), aki Samuel Enderby (1756–1829) hajótulajdonosnak volt a lánya. Azután, hogy Woolwichban elvégezte a Királyi Katonai Akadémiát 1852 júniusában csatlakozott a Királyi Mérnökkarhoz. 1855-től 1856-ig harcolt a krími háborúban.

## Az ópiumháború és Tajping-felkelés
1859/60-ban Kínába ment és részt vett a 2. ópiumháború angol–francia expedíciójában. 1860 októberében részese volt Peking ostromának. A békekötés (1860. október 24.) után beutazta az ország nagy részét. 1860-ban őrnaggyá léptették elő és 1863 áprilisában az elesett Frederick Townsend Ward tábornok helyére került a „Győzedelmes hadsereg” főparancsnokaként. Gordon 1863–64-ben jelentős mértékben hozzájárult a Tajping-felkelés leveréséhez. A győzelem után összeveszett a felettesével, Li Hung-csanggal, mert figyelmen kívül hagyták Gordon becsületszavát, melyet Szucsou bevétele után a szabad elvonulásra adott és a „Li csónakjának” ünnepén a Tajping-királyokat megölték. Li Hung-csang tagadta, hogy ő adta ki erre a parancsot, de Gordon lemondott a jutalomról meg a kitüntetésről és elhagyta Kínát. 1865-től Angliában élt. A Gravesend város környékén – a Temze védelmét biztosító – erődöket építő utászok parancsnoka volt. Apja halála után jótékonysági munkát végzett, többek közt tanítást vállalt a helyi szegények iskolájában. 1871-ben az Európai Duna Bizottság angol meghatalmazottja lett Galacban.

## Szudán
Gordon Szudánban, amely 1821 óta az egyiptomi oszmán alkirály, a kedive uralma alatt állt, 1873-ban vette át Equatoria tartomány kormányzói hivatalát. A 19. század 70-es éveiben Szudánban több európai működött közre a közigazgatás megszervezésében és a rabszolga-kereskedelem elleni harcban. Gordon kapta a megbízást, hogy a Felső-Nílus vidéki országok leigázására, Samuel Baker által megkezdett intézkedéseket az egyenlítői nagy tavakig tovább folytassa. 1874. február 6-án érkezett Kairóba és márciusban állította fel főhadiszállását Gondokoróban, amit a kedive, Iszmáil pasa tiszteletére Iszmáilijára átkeresztelt. A főhadiszállást később a klimatikus viszonyok miatt áthelyezte Ladóba. Az egyenlítői tavakig egy sor megerősített őrhelyet létesített, harcolt a rabszolga-kereskedők ellen és jó alapot teremtett az ottani egyiptomi uralom számára.
1877-ben lett Szudán kormányzója és ettől fogva nevezték pasának. Gordon ebben az időben gyakran utazott át az országon, legtöbbször nagy kíséret nélkül. Ekkor keletkezett a „tevelovas” legendája, aki mindig mindenhol ott volt. Gordon továbbra is küzdött a fekete afrikaiak rabszolgasága ellen. 1879 júliusában Gordon egészségügyi okokból és mivel az új kedivével, Tawfiqqal valamint Sir Evelyn Baringgal személyes nézeteltérése támadt, lemondott. Utolsó vállalkozása egy expedíció volt, hogy megtalálja Abesszínia négusát. De ez a terv zátonyra futott. Gordont az abesszínaiak elfogták és visszaküldték.
1880 májusában rövid időre az indiai alkirály, George Robinson Ripon 1. márkija katonai titkára lett és ennek kapcsán Kínába ment, ahol mint a kínai kormány tanácsadója sikeresen közreműködött az Oroszországgal folytatott diplomáciai vitában.
Alig tért vissza Angliába, 1881 áprilisában Mauritiusra ment, ahol a sebesült bajtársak képviselőjeként mint utászparancsnok tevékenykedett 1882. áprilisig, majd a Seychelle-szigetekre látogatott, megkapta a vezérőrnagyi rangot és a dél-afrikai gyarmati csapatok főparancsnokságát. De néhány hónap múlva már vitába keveredett az ottani kormánnyal és lemondott. 1882 októberében visszatért Angliába.
Ezután egy kis ideig Palesztinában élt. Jeruzsálemi tartózkodása során jutott arra a meggyőződésre, hogy megtalálta Jézus sírját. Ennek a teóriájának ma is vannak követői.

## A Mahdi-felkelés
1881-ben Muhammad Ahmed kirobbantotta Szudánban a Mahdi-felkelést. Az egyiptomi kormánynak a felkelés elleni harcban komoly problémái adódtak, emiatt a Gladstone vezette brit kormány utasította Egyiptomot 1883 decemberében, hogy adja fel Szudánt. Az ország feladása azonban nagyon nehéz volt, mivel katonák, civil alkalmazottak ezreit és azok hozzátartozóit kellett Szudánból evakuálni. A brit kormány ezért Gordon pasát bízta meg, hogy menjen Kartúmba, és onnan kiindulva szervezze meg az evakuálást. Gordon 1884 januárjában indult Kairóba. Ott újabb utasításokat kapott az egyiptomi főkonzultól, Evelyn Baringtól, és kinevezték egzekutív meghatalmazású főkormányzóvá. Gordon azt tervezte, hogy a befolyásos al-Zubayr Rahmát utódjává tegye. 
1884. január 26-án ezért találkozott Gordon, Evelyn Baring, Evelyn Wood és Giegler pasa az egykori rabszolga-kereskedővel, al-Zubayr Rahmával, hogy a Mahdi-felkelés elleni együttműködésre hívjanak fel és felajánlják neki a kormányzói tisztséget. Zubayr kinevezését azonban a londoni kormány elutasította, mert nem akart Szudán élére egy volt rabszolga-kereskedőt állítani. Gordon 1884. február 18-án érte el Kartúmot, ahonnan 2500 nőt, gyereket, beteget és sérültet evakuált Egyiptomba, mielőtt a mahdisták a várost március 18-án körülzárták, és megkezdődött a város tíz hónapig tartó ostroma.

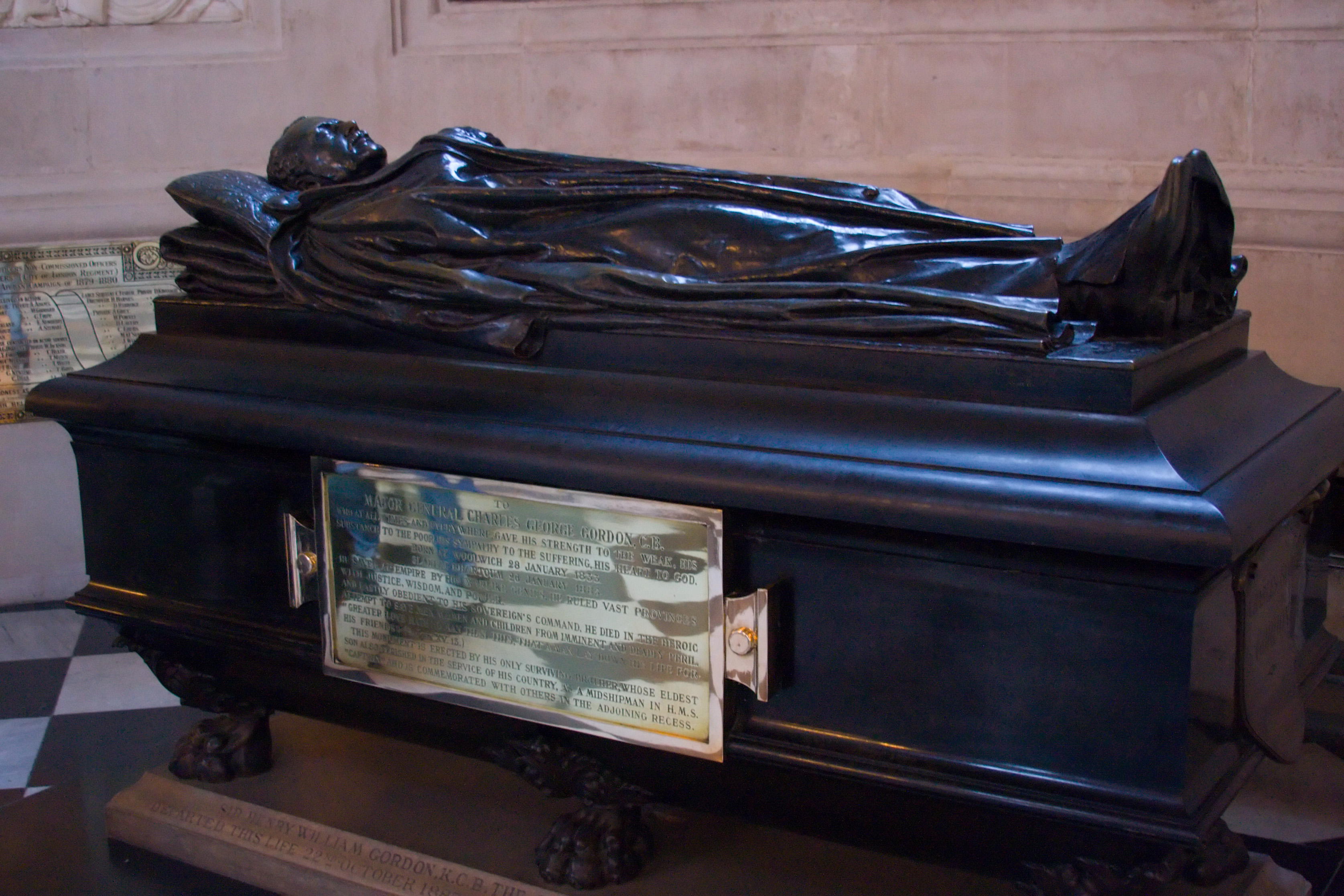
Gordon sírja Londonban

A brit miniszterelnök, Gladstone arra kérte Gordont, hogy térjen haza, mert nem akart felmentő sereget küldeni. Gordon válasza erre: „I am in honour bound to the people” (Az embereknek adott becsületszavam kötelez). A miniszterelnök végül engedett, és Garnet Joseph Wolseley vezetésével csapatokat küldött, melyeket Gordont felmentő expedíciónak („Gordon Relief Expedition”) neveztek el. Bár a brit kormány a csapatok kiküldését augusztusban parancsolta meg, ám ezek november előtt nem voltak menetkészek. Így ez a 7000 katona csak december 7-én érte el Kortit.  
Időközben Kartúmban a készletek kifogytak, és a védők is kimerültek. Az ostrom irányítását az El-Obeidből odaérkező Mahdi maga vette át. Mivel a felmentő brit csapatok fenyegetően közeledtek, ezért a vezér 1885. január 26-ra kitűzte a döntő támadást. Reggel 50 000 mahdista lendült támadásba. Három óra körül törtek be a városba, és megölték Gordont, gyaníthatóan a kormányzói palotában. Gordon fejét a mahdisták győzelmi trófeaként lándzsára tűzték, testét egy kútba dobták. Wolseley előőrsei, Wilson ezredes parancsnoksága alatt csak két nappal később érkeztek meg Kartúm alá. 

## Politikai következmények
A brit közvéleményt, a királynőt és az államvezetés egy részét lesújtotta a veszteség. Gordon halálának hírére Gladstone miniszterelnök azonnal visszarendelte Wolseley tábornok felmentő csapatait. Gordont a közvélemény a Brit Birodalom mártírjának tekintette, a felmentési kísérlet kudarcáért Gladstone miniszterelnököt hibáztatták, aki 1885 júniusában átmenetileg lemondásra kényszerült. A londoni Szent Pál-székesegyházban és más templomokban gyászmiséket tartottak. Gordon tábornok síremléke a Szent Pál-székesegyházban található.
Bár Gordon legyőzője, Muhammad Ahmad al-Mahdi már 1885. június 22-én meghalt, a Brit Birodalomban a „bosszút Gordonért” igen népszerű politikai jelszóvá vált, a sajtó megtorló hadjáratot követelt Szudán ellen. A kormányzat ellenezte a hadjáratot. 1896-ban azonban egy francia katonai expedíció indult Jean-Baptiste Marchand tábornok vezetésével Dakarból a Szaharán át Szudán felé, hogy a Mahdí utódai által vezetett államot megdöntse és Szudánt francia védnökség alá helyezze. A brit kormány azonnal brit-egyiptomi hadsereget indított Szudán ellen, Kitchener tábornok parancsnoksága alatt, a nyilvános közlés szerint „Gordon megbosszulására”, valójában a francia akció meghiúsítására. 1898. szeptember 2-án az omdurmáni csatában Kitchener leverte a mahdista hadsereget és a Brit Birodalom számára biztosította Szudánt. Hogy a brit közvélemény előtt igazolja a „bosszút Gordonért”, Kitchener Omdurmánban felrobbantotta a Mahdí síremlékét. A francia és a brit expedíciós hadseregek előőrsei a dél-szudáni Fashodánál találkoztak egymással, de a két gyarmatépítő birodalom katonai összecsapására nem került sor.

## Alakja szépirodalomban, játékfilmben
- Khartoum – A Nílus városa, 1966-ban készült angol romantikus kalandfilm, rendezte Basil Dearden és Eliot Elisofon. Gordon tábornokot Charlton Heston, a Mahdít Laurence Olivier alakítja.[6]

## Fordítás
- Ez a szócikk részben vagy egészben  a   Charles George Gordon című német Wikipédia-szócikk fordításán alapul.  Az eredeti cikk szerkesztőit annak laptörténete sorolja fel. Ez a jelzés csupán a megfogalmazás eredetét és a szerzői jogokat jelzi, nem szolgál a cikkben szereplő információk forrásmegjelöléseként.